# Паушешти (Јаши)
Паушешти (рум. Păușești) насеље је у Румунији у округу Јаши у општини Думешти. Oпштина се налази на надморској висини од 108 m.

## Становништво
Према подацима из 2002. године у насељу је живело 1752 становника, од којих су сви румунске националности.